# Quận Kinney, Texas
Quận Kinney (tiếng Anh: Kinney County) là một quận trong tiểu bang Texas, Hoa Kỳ. Quận lỵ đóng ở thành phố Brackettville6. Quận Kinney được đặt tên theo Henry Lawrence Kinney, một người định cư ở khu vực này. Theo kết quả điều tra dân số năm  2000 của Cục điều tra dân số Hoa Kỳ, quận có dân số 3379 người.